# 如果杜拉 (電影)
《如果，高校棒球女子經理讀了彼得·杜拉克》（日语：もし高校野球の女子マネージャーがドラッカーの『マネジメント』を読んだら），簡稱如果杜拉（日语：もしドラ），在台灣上映時又譯為正妹柑芭嗲，是一部由田中誠執導的日本電影，於2011年6月4日在日本的戲院上映。電影是以岩崎夏海所著同名暢銷書《如果，高校棒球女子經理讀了彼得·杜拉克》為基礎而拍攝的。

## 故事
故事講述就讀東京都立程久保高校（簡稱「程高」）的女學生川島南（前田敦子飾演）為了代替住院的好友宮田夕紀（川口春奈飾演），而擔起任學校棒球隊的經理。但對棒球隊完全沒有概念的川島為了瞭解棒球隊經理應該負擔什麼樣的任務，而至書店尋找相關的參考書籍，卻誤買了管理學大師彼得·杜拉克的作品《管理：使命、責任、實務》（Management: Tasks, Responsibilities, Practices）的精華版譯本，並嘗試以書中所述及的管理理念，帶領原本成績平平的程高棒球隊進軍甲子園。

## 演員
- 前田敦子（AKB48前成員）飾 川島南。因好友住院而代替好友成為棒球社經理。
- 瀨戶康史 飾 淺野慶一郎，隊上的王牌投手。
- 峯岸南（峯岸みなみ，AKB48成員），飾 北條文乃。棒球社經理。
- 池松壯亮，飾 柏木次郎。隊上的捕手。
- 川口春奈，飾 宮田夕紀。川島南的兒時好友，棒球社經理，因病住院。
- 大泉洋，飾 加地誠。棒球社教練。

## 電影
2010年12月13日，《如果杜拉》首度宣佈會拍成電影，同時公佈主演成員。主角由AKB48成員前田敦子飾演，這是她首度擔任電影主角。儘管原作小說的作者、曾經擔任AKB48企劃及宣傳人員的岩崎夏海表示，小說主角是以另一位AKB48成員峯岸南作為原型來構想，但是由於前田敦子有較豐富的演出經驗，所以獲選擔任主角，而峯岸南則擔任電影中的配角。電影的主題曲是AKB48的《Everyday、髮箍》，由秋元康填詞，井上能征作曲。2011年6月4日，電影在日本的戲院首度上映。在上映首週，電影在Japanese box office排第4位，票房達2,232,675美金。
2011年6月1日，電影原聲帶由日本索尼音樂娛樂發行。
2011年5月28日，電影官方畫冊（Visual Book）發行，其中包括電影拍攝期間的照片。